# 금강제화
주식회사 금강은 다양한 토탈 패션 및 신발 등을 제조 및 판매하는 회사다. 본사는 서울특별시 강남구 논현동에 있으며, 본점(공장 및 물류센터)은 세종특별자치시 전동면 노장리에 있다.
신발 등의 제조업 외에는 유통업을 하고 있으며, 스프리스와 레스모아 등의 슈즈 멀티숍을 운영하고 있다.

## 역사
1954년에 김동신이 금강제화공업으로 설립한 것이 시초다.
신발 브랜드로서 랜드로바, 비제바노 등으로 전세계의 신발 브랜드를 위해 노력하고 있는데, 1973년 3월 대양(랜드로바), 1976년 9월 (주) 비제바노를 계열회사로 설립했다. 1995년 7월 (주) 비제바노를 금강제화 비제바노 사업본부로 흡수합병했고 1998년에는 금강제화 비제바노 사업본부와 대양을 흡수합병했다.
1978년에 인천 효성동에 부평공장을 설립했고, 이 곳에서 수제화 제품군을 주로 생산해 오다가 2019년 11월 15일 세종특별자치시로 통합, 이전했다. 동시에 천안 물류센터도 세종으로 옮겼다.

## 본점 및 지점 현황
- 본점: 서웉특별시 강남구 강남대로 500 (논현동)
- 생산공장: 세종특별자치시 전동면 노장공단길 59